# Dora Bakogianni
Dora Bakogianni (Grieks: Ντόρα Μπακογιάννη), geboren als Theodora Mitsotakis (Grieks: Θεοδώρα Μητσοτάκη), (Athene, 26 mei 1954) is een Grieks politica. Zij is een voormalig minister van Buitenlandse Zaken en minister van Cultuur. Van 2003 tot 2006 was zij burgemeester van de stad Athene. Van 2008 tot 2009 was Bakoyannis voorzitter van de Organisatie voor Veiligheid en Samenwerking in Europa. Sinds oktober 2009 is zij lid van het parlement.

## Levensloop
Bakogianni werd geboren in een politieke familie. Haar vader Konstandinos Mitsotakis was van 1990 tot 1993 premier van Griekenland en partijleider van Nea Dimokratia (ND). Haar jongere broer Kyriakos Mitsotakis was lid van het Griekse parlement en is sinds 2019 premier van Griekenland.
In haar jeugd bezocht Bakogianni de Duitse School van Athene. Haar familie moest in 1968 vluchten naar Parijs vanwege een militaire coup en de vestiging van het kolonelsregime. Zij studeerde politicologie en communicatie aan de Ludwig Maximilians-Universiteit in München. Na de val van het regime keerde zij terug naar Griekenland en vervolgde haar studie Publiek Recht aan de Universiteit van Athene.
In december 1974 trouwde Dora Mitsotakis met journalist Pavlos Bakogianni, met wie zij twee kinderen kreeg. In 1977 werd Bakogianni aangenomen bij het ministerie van Financiële en Economische Zaken. Daar werkte zij op het departement dat betrekking had op en relaties onderhield met de Europese Economische Gemeenschap. Zij werd stafchef van haar vader toen deze in 1984 het leiderschap kreeg van ND. In die functie bleef zij tot 1989. Op 26 september van dat jaar verloor haar man Pavlos, die in juni 1989 gekozen was in het parlement, het leven bij een aanslag van de Revolutionaire Organisatie 17 November. In 1998 hertrouwde zij met zakenman Isidoros Kouvelos, maar bleef de naam van haar eerste man dragen.
Bij de verkiezingen in 1989 deed Bakogianni succesvol een gooi naar de zetel van haar echtgenoot. Van september 1991 tot augustus 1992 vertegenwoordigde zij haar partij in de Internationale Democratische Unie. Van 1992 tot 1993 was zij in de regering van haar vader minister van Cultuur. Na de parlementsverkiezingen in 1993 belandde de partij in de oppositie.
In maart 2002 werd Bakoyannis door Kostas Karamanlis naar voren geschoven als kandidaat voor het burgemeesterschap van Athene. In twee rondes wist zij Christos Papoutsis, de kandidaat van PASOK, verpletterend te verslaan. Zij was de eerste vrouwelijke burgemeester van Athene. In haar rol was zij nauw betrokken bij de organisatie van de Olympische Spelen.

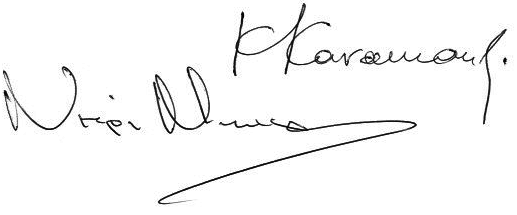
Konstantinos Karamanlis en Theodora Bakogianni ondertekenen het Verdrag van Lissabon

Op 15 februari 2006 werd Bakogiannis benoemd tot minister van Buitenlandse Zaken. In september 2006 werd Griekenland voorzitter van de VN-veiligheidsraad. Dit roteert onder de verschillende leden. In die rol bemoeide Bakogianni zich met spanningen rondom Iran en Noord-Korea vanwege de (door westerse landen onder verdenking gestelde) nucleaire programma's van beide landen. Ook stimuleerde zij tijdens haar ministerschap de samenwerking tussen de verschillende landden op de Balkan. Ook was zij een groot voorstander van het Verdrag van Lissabon en de Unie voor het Middellandse Zeegebied.
Van januari 2009 tot oktober 2009 diende Bakogianni als voorzitter van de Organisatie voor Veiligheid en Samenwerking in Europa. In die rol was zij verantwoordelijk voor de externe representatie van de OVSE. Ook zag zij toe op het handelen van de organisatie met betrekking tot conflictpreventie, crisismanagement en de wederopbouw in voormalige oorlogsgebieden.
Op 30 november 2009 verloor Bakogianni de verkiezingen om het partijleiderschap van Nea Dimokratia van Andonis Samaras. Zij werd in mei 2010 door hem uit de partij gezet, omdat ze, tegen de partijrichtlijn in, mee stemde met de regeringspartij PASOK over een pakket financiële maatregelen van de Griekse regering.
In juli 2010 kondigde ze aan haar eigen politieke partij te beginnen genaamd Democratische Alliantie. Op dat moment vormde zij samen met vier andere parlementariërs een fractie in het Griekse parlement.
Op 15 januari 2012 werd Bakogianni belaagd in een restaurant in Iraklion door een groep mensen. Deze groep droeg yoghurt, eieren, stenen en andere objecten bij zich. Bakogianni kreeg yoghurt in haar gezicht en haar, en de ruit van het restaurant werd ingegooid.
Bij de Griekse parlementsverkiezingen mei 2012 behaalde haar partij met 2,7% van de stemmen de kiesdrempel niet. Vier weken voor de nieuwe verkiezingen, de Griekse parlementsverkiezingen juni 2012, trad zij echter weer toe tot haar oude partij, Nea Dimokratia. Namens die partij werd ze in 2012, 2015 en 2019 herkozen in het parlement.

## Trivia
- In 2005 werd Bakogiannis gekozen als World Mayor.
- In de periode 2006-2008 stond Bakogiannis jaarlijks in de lijst van Forbes Magazine van honderd meest machtige vrouwen.

- Bibliothèque nationale de France: cb160579784 (data)
- Gemeinsame Normdatei: 1190031450
- International Standard Name Identifier: 0000 0000 6291 890X
- Système universitaire de documentation: 134351665
- Virtual International Authority File: 89841590
- WorldCat: E39PBJgcYGpP6TWRww3grpyPQq